# The Elder Scrolls V: Skyrim
The Elder Scrolls V: Skyrim (дословно с англ. — «Древние свитки 5: Скайрим») — компьютерная игра в жанре action/RPG с открытым миром, разработанная студией Bethesda Game Studios и выпущенная компанией Bethesda Softworks. Пятая часть в серии The Elder Scrolls. Игра была выпущена 11 ноября 2011 года для Windows, PlayStation 3 и Xbox 360. Позже для неё были выпущены три загружаемых дополнения под названиями Dawnguard, Hearthfire и Dragonborn, позже объединённых в издании The Elder Scrolls V: Skyrim — Legendary Edition. В 2016 году Bethesda перевыпустила игру в виде издания Special Edition, а в 2021 году — Anniversary Edition; эти издания отличались от оригинала улучшенной графикой и включали в себя различные дополнения и модификации.
Подобно предыдущим играм серии, Skyrim предоставляет игроку возможность свободно путешествовать по обширному игровому миру, исследуя его и самостоятельно находя новые места и задания. Сюжет игры в жанре классического фэнтези использует мотивы скандинавской мифологии, а также понятия и атрибутику эпохи викингов. Действие происходит в провинции Скайрим на материке Тамриэль спустя двести лет после событий предыдущей игры серии — The Elder Scrolls IV: Oblivion. Основная сюжетная линия игры связана с появлением в Скайриме могущественного дракона Алдуина; на главного героя, «Драконорождённого», возложена задача остановить возвращение драконов и сразить Алдуина.
Игра получила высокие оценки критиков и собрала ряд наград, в том числе звания лучшей игры 2011 года Spike Video Game Award, звания «Игры года» и «Ролевой игры года» от IGN и Gamespot. Ей также сопутствовал коммерческий успех: на 2014 год число проданных во всем мире копий игры превысило 20 миллионов, а к ноябрю 2016 — уже 30 миллионов. В 2023 году The Elder Scrolls V: Skyrim вошла в топ-10 самых продаваемых видеоигр в истории с тиражом более 60 миллионов копий.

## Игровой процесс
Skyrim сохраняет концепцию большого и открытого мира, характерную для серии The Elder Scrolls. Игрок может свободно странствовать по всей территории провинции Скайрим, включающей в себя девять крупных городов, множество мелких селений, а также обширные пространства диких земель и высоких гор. В городах игрок может предаваться таким занятиям, как приготовление пищи и зелий, зачаровывание предметов, фермерство, работа с рудой или кузнечное дело. При этом разработчики отмечали, что полное подробное исследование мира может занять около 500 часов.

Игровой процесс Skyrim. В сражении с драконом игрок управляет персонажем с видом от первого лица, используя оружие в правой руке и огненную магию в левой

Уровень персонажа повышается по мере улучшения навыков, за определённое количество таких улучшений (зависит от уровня игрока и уровня навыка) персонаж увеличивает свой уровень. В игре есть система «автолевеллинга» — чем выше уровень игрового персонажа, тем более ценные предметы он находит в игре и тем более опасные противники ему противостоят. Разработчики решили полностью отказаться от системы классов, представленной в Oblivion, предыдущей игре серии.
В игре присутствуют таланты — особые способности, связанные с определёнными навыками игрока. Таланты организованы в разветвлённую систему под названием «древо навыков». Каждое повышение уровня позволяет взять очередной талант. Всего в игре 280 талантов.
HUD-интерфейс возникает на экране только тогда, когда здоровье, запас сил или магия игрока уменьшаются, то есть когда персонаж получает урон. Компас — единственный элемент интерфейса, который присутствует на экране всё время. Предметы, особые таланты и магию можно сохранять в «избранное» меню, а интерфейс инвентаря (при открытии которого игра ставится на паузу) по своему визуальному стилю напоминает компас. Находясь в режиме инвентаря, игрок может вращать, приближать и рассматривать в полном 3D каждый игровой предмет.
Оружие можно назначать как в правую, так и в левую руку, что позволяет нести по одному виду оружия в каждой руке.
Специальное меню позволит игроку быстро переключаться между различными типами оружия и доспехов. Щитом можно атаковать, а на то чтобы выстроить им блок, требуется определённое время. Каждый из типов оружия (одноручное, двуручное, лук) имеет своё особое преимущество и назначение. При стрельбе из лука требуется больше времени на то, чтобы натянуть тетиву, чем это было в предыдущих играх серии Elder Scrolls, однако выстрелы при этом наносят противнику больший урон. По этой причине стрелы стоят весьма дорого. Игрок, вооружённый луком, может использовать его для защиты в ближнем бою, точно так же, как может использовать для этой цели двуручное оружие или щит (хотя щит в данной ситуации наиболее эффективен).

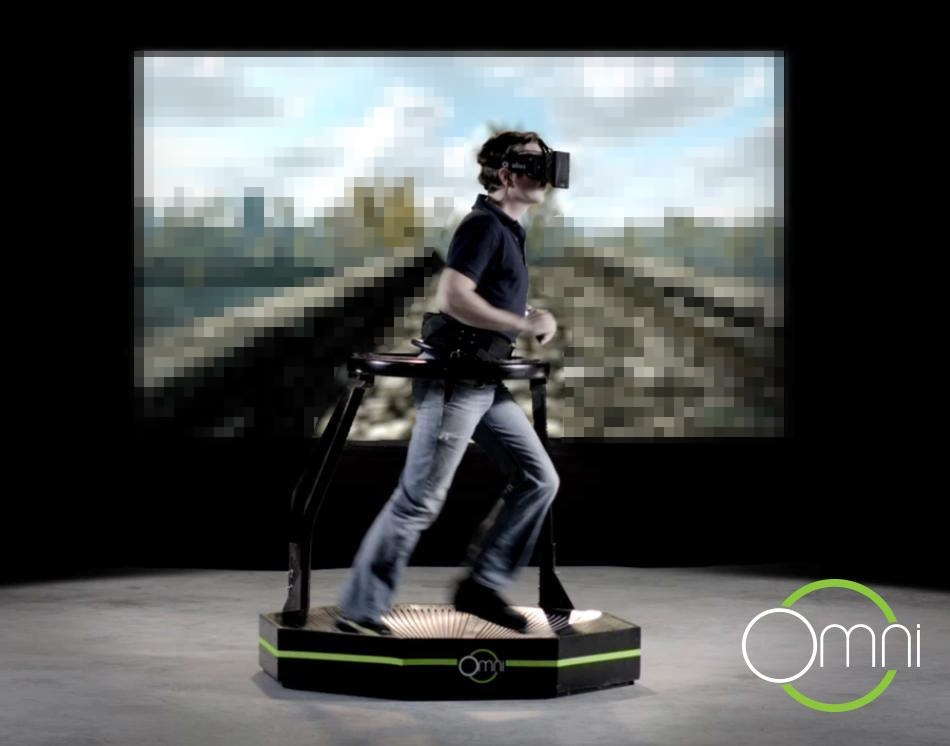
Skyrim в Virtuix Omni

Различные типы заклинаний имеют разнообразные качества — так, заклинания холода закономерно замедляют и при этом истощают запас сил противников, в то время как заклинания огня наносят длительный урон на всём протяжении горения и даже могут поджечь окружающие объекты, а заклинание электричества «сжигает» вражескую ману (запас очков магии), а также может дезинтегрировать противника (мгновенная смерть противника, труп превращается в пепел). Заклинания можно произносить, используя сразу обе руки, что сделает заклинание более эффективным, но в то же время маны будет тратиться больше. Сочетание разных заклинаний тоже возможно, например огонь и молния, при этом объект, по отношению к которому будет использована данная связка, будет получать эффекты от обоих видов магии. Другие доступные в игре заклинания могут, например, восстанавливать потерянные очки здоровья, на время оживлять мёртвых, создавать источники света в тёмных помещениях или даже превращать, к примеру, железную руду в серебряную.
Запас сил расходуется на появившийся «спринт», позволяющий двигаться быстрее определённое время. Как и в Morrowind и Oblivion, в игре есть режим скрытного передвижения. При этом, увидев, что игрок куда-то крадётся, неигровой персонаж (NPC) насторожится и будет внимательно следить за дальнейшими передвижениями игрока. Кинжалы и луки при атаке из этого режима действуют эффективнее, а при наличии некоторых умений наносят огромный урон.

### Игровой мир

Провинция Скайрим, в которой разворачиваются события игры

Провинция Скайрим находится на севере континента Тамриэль. Климат холодный. Рецензенты отмечают схожесть локаций Скайрима с пейзажами Скандинавии.
Фауна представлена различными видами насекомых, птиц, саблезубыми тиграми, лосями, кроликами, волками, лисами, мамонтами, великанами, троллями, ледяными призраками, медведями и, что самое главное, драконами. В водах живут грязевые крабы и рыбы-убийцы — традиционные монстры мира ТЕS, а также целый ряд новых видов рыб, ранее не появлявшихся в серии ТЕS. На территории королевства находятся девять городов — столиц владений: Солитьюд (Хаафингар), Рифтен (Рифт), Морфал (Хьялмарк), Данстар (Белый Берег), Виндхельм (Истмарк), Винтерхолд (Винтерхолд), Вайтран (Вайтран), Фолкрит (Фолкрит) и Маркарт (Предел). На территории провинции разбросаны входы в двемерские руины, три из которых — преддверия локации Чёрный предел.
Также одним из мест действий является Совнгард — загробный мир нордов (аналог Вальгаллы из скандинавской мифологии), в который Довакин попадает, преследуя Алдуина.
В Skyrim, как и в предыдущих играх серии The Elder Scrolls, представлено несколько фракций и гильдий, к которым можно присоединиться и пройти путь от рекрута до главы. Как и раньше, в каждой гильдии представлена своя сюжетная линия, и каждая имеет свои особенности. Гильдии не требуют от вступившего обладания определёнными навыками, но ими желательно владеть для успешного прохождения. К примеру, в Гильдии Воров пригодятся умения Взлома и Карманных Краж, а в Гильдии Магов пригодится знание основ какой-либо магической школы. Однако при этом есть возможность пройти все гильдии одним персонажем, например, использовать для невидимости заклинания или, убивая свою цель лицом к лицу в честном бою, выполнять задания Тёмного Братства.

## Основной сюжет
События игры происходят спустя 200 лет после событий Oblivion в 201 году 4-й эры. Великая война между Империей и Альдмерским Доминионом закончилась 30 лет назад унизительным Конкордатом Белого Золота, ущемлявшим множество прав жителей Империи, в том числе и поклонение богу Талосу (Тайберу Септиму). Группировка националистически настроенных нордов, известных как «Братья Бури», во главе с ветераном войны Ульфриком Буревестником, ярлом Виндхельма, устраивает мятеж против власти Империи, вследствие чего в Скайриме начинается гражданская война. Дабы заявить о себе всему Скайриму, Ульфрик убивает верховного короля провинции Торуга с помощью практически легендарной магией Ту’ума или Голоса, позволяющей использовать драконьи Крики, но вскоре попадает в засаду имперцев. Между тем, никто даже не догадывается о гораздо более древней опасности, ожидающей всех впереди.
Вместе с Ульфриком и другими мятежниками прихваченного по случайности протагониста (пол, расу и внешность в нужный сюжетный момент выбирает и настраивает сам игрок) везут на казнь в крепость Хелген на юге Скайрима. В последнюю секунду перед исполнением приговора на крепость нападает дракон Алдуин, главный антагонист игры, который начинает беспорядочно жечь поселение и убивать жителей. Протагонист сначала следует за мятежником Ралофом, который беседовал с ним в самом начале, затем оказывается, что Ралоф довольно близко, но неприязненно знаком с одним из имперских офицеров, нордом-односельчанином Хадваром. Тут же вмешавшийся дракон заставляет их спрятаться в разных воротах Хелгенской крепости, и перед протагонистом возникает сюжетная развилка — либо бежать из Хелгена с Ралофом (Братья Бури) либо с Хадваром (Империя), за что будет получен более высокий авторитет у соответствующей фракции. Независимо от того, с кем бежал герой, он получает задание — рассказать Балгруфу Старшему, ярлу города Вайтрана, о драконе. Ярл посылает героя к придворному магу Фаренгару, так как тот занимается изучением драконов, и маг просит принести Драконий Камень из нордских руин Ветреного Пика. Там герой узнаёт первое Слово Силы, входящее в один из Криков.

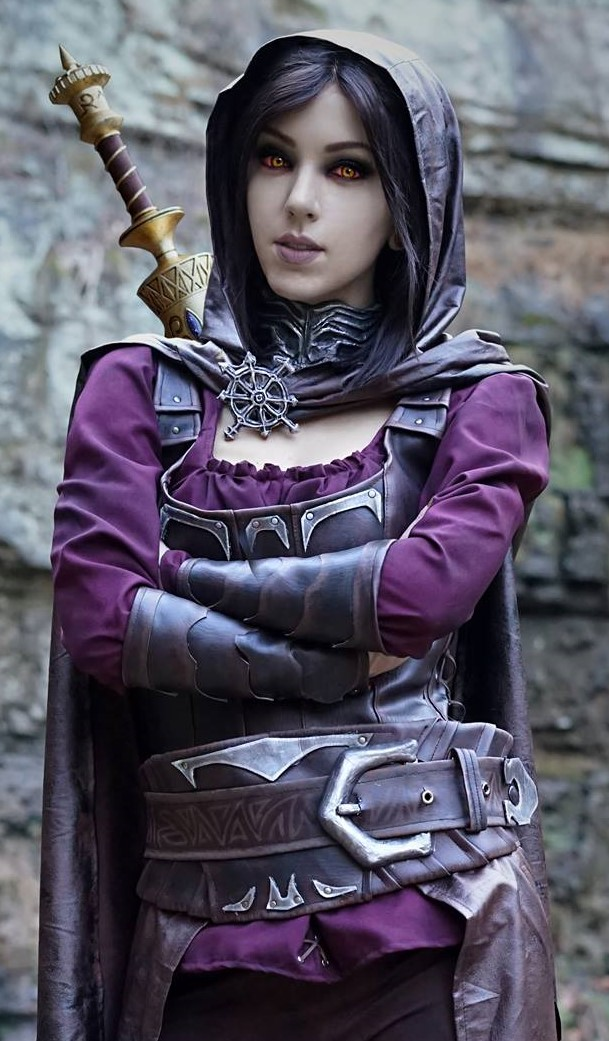
Косплей персонажа Серана из дополнения The Elder Scrolls V: Dawnguard

После возвращения в Вайтран герою становится ясно, что на его окрестности напал дракон по имени Мирмулнир, и теперь ему при поддержке отряда городской стражи нужно попытаться убить его. Дракон убит, однако после приближения к трупу существа, герою от него переходит некая светящаяся субстанция. Стражник, помогавший убить дракона, рассказывает, что в древности были особенные люди, «Драконорождённые» или, на языке драконов, Доваки́ны, которые могли поглощать души драконов и без предварительной подготовки использовать драконьи Крики, на что у обычных людей уходят десятилетия. Это же и произошло с героем. Он пробует прокричать изученное слово Силы и подтверждает своё происхождение. Стражники говорят, что нужно сообщить об этом ярлу. По пути в город с близлежащего горного пика Высокий Хротгар на весь Скайрим раздаётся страшный грохот и некто по слогам громогласно произносит «До-ва-кин». Так Седобородые, древний орден монахов-отшельников Скайрима, призывают Довакина в свою горную обитель дабы обучить его.
После того как герой сообщает Балгруфу об убийстве дракона, он отправляется на Высокий Хротгар. Там Седобородые объясняют, что все Крики состоят из трёх Слов Силы, и что первое — «Фус» («Сила»), он уже знает. Его обучают ещё двум драконьим словам — одно дополняет самый первый Крик, а второе принадлежит новому Крику. Затем они отправляют его на последнее испытание в Устенгрев, руины древнего нордского города, отыскать и забрать реликвию — Рог Юргена Призывателя Ветра, однако, добравшись до места, Довакин вместо артефакта находит лишь записку. В ней сказано, что некий «друг» хочет встретиться с ним в таверне «Спящий Великан» в деревушке Ривервуд, в комнате на чердаке. Дельфина, хозяйка таверны, говорит, что у них нет чердака, но есть одна свободная комната. Сняв её, Довакин ждёт «друга», которым оказывается сама Дельфина. Хозяйка таверны отдаёт Довакину артефакт и сообщает, что драконы никуда не пропали — они оживают. Дельфина говорит, что именно она заказала у Фаренгара Драконий Камень, который является картой древних захоронений драконов. Отследив закономерность в расположениях пустых курганов, она просит Довакина пойти с ней в поселение Роща Кин, так как, по её сведениям, там скоро должен ожить ещё один дракон. Дельфина и Довакин приходят как раз к воскрешению дракона.
Как оказывается, давно умерших и погребённых драконов оживляет Алдуин («Пожиратель Мира») — тот самый дракон, который напал на Хелген. Согласно пророчеству, Алдуин уничтожит весь Нирн, и только Довакин сможет его остановить. Дракона Салокнира, которого оживил Алдуин, удаётся убить, и теперь Дельфина верит, что герой — Драконорождённый. Также она сообщает, что принадлежит к древнему ордену Клинков и думает, что Талмор (правящая политическая партия Альдмерского Доминиона) либо причастна к возвращению драконов, либо как минимум обладает информацией об этом. Довакин проникает в Талморское посольство и находит всю информацию, однако альтмеры ничего не знают, а также они ищут некоего Эсберна. Эсберн, который в своё время был архивариусом Клинков, прячется в южном городе Рифтене. Герой находит его и приводит его к Дельфине. Эсберн подсказывает героям: для того, чтобы понять, как одолеть Алдуина, нужно посетить Храм Небесной Гавани — старинную цитадель ордена Драконьей стражи на северо-западе Скайрима. Герои отправляются туда и находят Стену Алдуина. На ней изображено, как древние герои используют специальный Крик — «Драконобой», с помощью которого можно победить Алдуина.
Довакин снова отправляется к Седобородым, но оказывается, что они не знают этого Крика. Они говорят, что Партурнакс, их предводитель, который живёт на вершине пика — Глотке Мира, должен знать «Драконобой». Партурнакс оказывается драконом, младшим братом Алдуина. Он объясняет, что в древности смертные расы восстали против Алдуина и других драконов, которым когда-то поклонялись как богам, но силы были неравны. Осознав ложность путей Алдуина, Партурнакс предал своего брата и с помощью богини Кин обучил первых нордов Магии Голоса, чтобы те смогли свергнуть тиранию драконов. Но он тоже не знает «Драконобоя», так как этот Крик был придуман самими людьми для борьбы с драконами и его сущность непостижима для разума бессмертных драконов. Тем не менее он говорит, что на Глотке Мира существует некий Временной разрыв, ведь когда-то древние герои во время битвы с Алдуином использовали Древний свиток и изгнали Алдуина из того времени. Попав в прошлое, можно будет увидеть славную битву и изучить Крик, остаётся лишь раздобыть сам Древний свиток. С помощью библиотекаря Коллегии Винтерхолда Урага гро-Шуба и безумного учёного Септимия Сегония Довакин находит Древний свиток в подземном городе расы двемеров и использует его на месте Временного разрыва. Довакин видит прошлое и изучает таким образом нужный Крик у его же создателей. Затем на Глотку Мира прибывает сам Алдуин. Завязывается схватка, Довакин почти одерживает верх, но раненый дракон решает отступить в потусторонний мир — Совнгард (план богов, куда попадают норды после смерти), чтобы поглотить больше душ и восстановить силы. Для того чтобы узнать, как туда попасть, герои решают попытаться поймать одного из союзников Алдуина для допроса. Герой просит помощи у ярла Балгруфа (или Вигнара Серая Грива, если протагонист помог одержать победу в гражданской войне Братьям Бури), но тот противится — он не может заняться поимкой дракона, пока идёт гражданская война между Империей и Братьями Бури. Главному герою предстоит решить эту проблему — либо устроив мирные переговоры, либо примкнув к одной из сторон конфликта и одержав победу в войне. После этого Балгруф помогает поймать дракона по имени Одавинг — правое крыло Алдуина, который должен знать, как попасть в Совнгард. Пленённому Одавингу приходится выдать местоположение портала в Совнгард и отвезти туда Довакина.
Попав через портал в Совнгард, Довакин проходит к его главному чертогу — Залу бога Шора, где пируют павшие в битвах древние герои. Вместе с ними он разгоняет туман, навеянный Алдуином. Затем появляется сам дракон, и Довакину удаётся победить его. Душу Пожирателя Мира поглотить не получается, так как тело дракона взрывается и полностью исчезает. Наконец Тсун — Страж Зала Шора и его оруженосец — возвращает Довакина обратно в Скайрим и учит его Крику, который позволяет в случае надобности призвать одного из героев Совнгарда. Попав обратно на Глотку Мира, герой встречает Партурнакса, Одавинга и остальных драконов. Драконы, признав Ту’ум Драконорождённого как сильнейший, кричат в унисон, что Алдуин пал. Одавинг клянётся служить Довакину, если тому понадобится помощь, а Партурнакс обещает возглавить драконов и обучить их миролюбивому Пути Голоса.

## Разработка
| Системные требования | Системные требования                                                         | Системные требования                                                         |
| -------------------- | ---------------------------------------------------------------------------- | ---------------------------------------------------------------------------- |
|                      | Минимальные                                                                  | Рекомендуемые                                                                |
| Microsoft Windows    |                                                                              |                                                                              |
| ОС                   | Windows XP, Windows Vista, Windows 7, Windows 8, Windows 10 (32 или 64 бита) | Windows XP, Windows Vista, Windows 7, Windows 8, Windows 10 (32 или 64 бита) |
| ЦПУ                  | двухъядерный с частотой не менее 2 ГГц                                       | четырёхъядерный Intel/AMD                                                    |
| Объём ОЗУ            | 2 ГБ ОЗУ                                                                     | 4 ГБ ОЗУ                                                                     |
| Видеокарта           | DirectX 9.0c-совместимая видеокарта с 512 МБ ОЗУ                             | DirectX 9.0c-совместимая видеокарта ATI или NVIDIA с 1 ГБ ОЗУ                |
| Звуковая плата       | DirectX-совместимая звуковая карта                                           | DirectX-совместимая звуковая карта                                           |
| Сеть                 | доступ к интернету для Steam-активации                                       | доступ к интернету для Steam-активации                                       |

В 2006 году ZeniMax Media, владелец Bethesda Softworks, зарегистрировал торговую марку «Skyrim».
На QuakeCon 2009 Тодд Говард из Bethesda Softworks сообщил, что у студии «в данный момент нет планов по созданию TES V». Однако впоследствии другой сотрудник Bethesda опроверг эти слова и сказал, что «серия непременно будет продолжена», но не уточнил временные рамки.
На выставке QuakeCon 2010 исполнительный продюсер Bethesda Game Studios Тодд Говард сообщил, что в компании разрабатывается ещё один новый проект. По его словам, уже была завершена работа над дизайном второго проекта. Игра делается на новом движке, разработанном силами Bethesda Game Studios.
«Fallout 3 в техническом плане был куда более совершенным, чем Oblivion. А новая модификация будет ещё более серьёзным шагом вперед. Движок работает на существующих платформах, возможностями которых мы вполне довольны. Но когда вы запустите эту игру, то почувствуете, будто играете на консоли следующего поколения», — рассказал Говард. Исполнительный продюсер также отметил, что в новых играх компании не будет ограничения на уровень развития персонажа, подвергавшегося широкой критике со стороны сообщества.
В ноябре 2010 по утверждению Eurogamer Denmark стало известно, что Bethesda Game Studios занята работой над пятой игрой серии The Elder Scrolls — прямым продолжением The Elder Scrolls IV: Oblivion. По словам журналиста датского издания, источник не только подтвердил, что игра находится в разработке, но и коротко упомянул о её содержании. В частности, прозвучали слова Dragon Lord и The Blades. В ближайшие недели планировалось начать запись актёров. Тот же источник, располагающий по свидетельству журналиста официальным диздоком, сообщил, что игра будет хронологическим продолжением Oblivion.
В начале декабря 2010 на Spike TV Video Games Awards игра была анонсирована Тоддом Говардом и был показан первый тизер-трейлер. Игра получила подзаголовок «Skyrim», и была озвучена дата выхода — 11 ноября 2011 года. Композитор Джереми Соул согласился продолжить сотрудничество с Bethesda Softworks, начав писать саундтрек к игре.
В первых числах января вышел февральский выпуск американского журнала Game Informer с описанием особенностей игры и скриншотами.
17 января 2011 стало известно, что игра будет работать под управлением игрового движка Creation Engine для обработки и вывода изображения, Radiant AI для поведения неигровых персонажей, Havok Behavior для реализации богатой анимации, Radiant Story для генерации второстепенных заданий.
Позднее был анонсирован инструмент под названием Creation Kit для модификации данных игры и создания плагинов.
4 ноября 2011 года была отправлена в печать РС-версия The Elder Scrolls V: Skyrim. По данным издателя, в течение первой недели со дня продаж игра разошлась тиражом, превысившим семь миллионов копий. В России игра поступила в продажу одновременно с мировым релизом — 11 ноября 2011 года. Версия для PC, полностью переведённая на русский язык, вышла в двух вариантах — экономичной джевел-версии и подарочном издании, включающем диск с саундтреком и карту Скайрима. В некоторых магазинах первые покупатели игры получили в подарок брелок в виде символа империи — дракона (Акатоша). Одновременно в продажу поступили версии для PlayStation 3 и Xbox 360 на английском языке.
30 ноября 2011 года вышел патч, обновляющий игру до версии 1.2. Данная версия патча подверглась большой критике среди игроков, так как добавила множество багов в игре. Вскоре вышло исправление патча, которое исправило большинство внесённых патчем багов. В дальнейшем, в период с 8 декабря 2011 года по 22 марта 2013 года, компания выпустила ряд исправлений, обновив игру до версии 1.9.
15 апреля 2013 года Bethesda официально подтвердила, что поддержка The Elder Scrolls V: Skyrim дополнительным контентом окончена.

## Creation Kit и пользовательские модификации
5 февраля 2012 года Bethesda выпустила Creation Kit — пакет программ, позволяющий сторонним разработчикам создавать собственные модификации Windows-версии игры. Подобные программы под названием Construction Set уже выпускались для предыдущих игр серии The Elder Scrolls. С помощью Creation Kit сторонние разработчики могут как менять уже присутствующие в игре объекты и их характеристики, так и добавлять новые, существенно меняя игровой процесс. Вместе с Creation Kit для Windows-версии игры был выпущен «сюрприз» — набор текстур высокого разрешения.
Некоторые модификации могут иметь огромный объём, добавляя в игру обширные новые территории, множество новых персонажей и заданий. Так, модификация Falskaar, добавляющая в игру новый регион, была разработана в течение года энтузиастом Александром Велицким (англ. Alexander J. Velicky), впоследствии сотрудником Bungie. Модификация Enderal: The Shards of Order полностью заменяет мир игры, её действие происходит в собственной вселенной с другими персонажами и мрачной сюжетной линией; эта модификация служит продолжением Nehrim: At Fate’s Edge — столь же масштабной модификации The Elder Scrolls IV: Oblivion, созданной той же командой разработчиков.
Одновременно с появлением Creation Kit игра Skyrim была представлена в Мастерской Steam — таким образом, сторонние разработчики получили возможность публиковать свои модификации в сети цифровой дистрибуции Steam. В апреле 2015 года компания Valve, владеющая Steam, предоставила разработчикам модификаций возможность продавать через Мастерскую Steam результаты своего труда, самостоятельно назначая цену модификации, причем лишь 25 % полученных денег доставались самому разработчику, а остальная сумма отходила компаниям Valve и Bethesda. Это решение было сопряжено со скандалами, поскольку многие популярные модификации внезапно оказались платными. Одна из платных модификаций была снята с продажи уже через несколько часов из-за обвинений в плагиате. Петиция на сайте change.org, требующая удалить платный контент из Мастерской Steam, набрала за несколько дней 130 тысяч подписей. Менее чем через неделю продажа модификаций через Steam Workshop была прекращена.

## Саундтрек
Как и к предыдущим двум играм серии, саундтрек написал композитор Джереми Соул. Альбом продаётся эксклюзивно через цифрового дистрибьютора Соула, DirectSong и включает в себя 4 диска с 53 композициями общей длительностью 3 часа 38 минут.
Саундтрек получил высокие отзывы критиков и игроков. 
| №   | Название               | Автор(ы)     | Длительность |
| --- | ---------------------- | ------------ | ------------ |
| 1.  | «Dragonborn»           | Jeremy Soule | 3:58         |
| 2.  | «Awake»                | Jeremy Soule | 1:35         |
| 3.  | «From Past to Present» | Jeremy Soule | 5:06         |
| 4.  | «Unbroken Road»        | Jeremy Soule | 6:26         |
| 5.  | «Ancient Stones»       | Jeremy Soule | 4:48         |
| 6.  | «The City Gates»       | Jeremy Soule | 3:48         |
| 7.  | «Silent Footsteps»     | Jeremy Soule | 2:53         |
| 8.  | «Dragonsreach»         | Jeremy Soule | 2:23         |
| 9.  | «Tooth and Claw»       | Jeremy Soule | 1:51         |
| 10. | «Under An Ancient Sun» | Jeremy Soule | 3:44         |
| 11. | «Death Or Sovngarde»   | Jeremy Soule | 3:02         |
| 12. | «Masser»               | Jeremy Soule | 6:06         |
| 13. | «Distant Horizons»     | Jeremy Soule | 3:55         |
| 14. | «Dawn»                 | Jeremy Soule | 4:00         |
| 15. | «The Jerall Mountains» | Jeremy Soule | 3:22         |
| 16. | «Steel on Steel»       | Jeremy Soule | 1:45         |
| 17. | «Secunda»              | Jeremy Soule | 2:05         |
| 18. | «Imperial Throne»      | Jeremy Soule | 2:23         |

| №   | Название                  | Автор(ы)     | Длительность |
| --- | ------------------------- | ------------ | ------------ |
| 1.  | «Frostfall»               | Jeremy Soule | 3:28         |
| 2.  | «Night Without Stars»     | Jeremy Soule | 0:43         |
| 3.  | «Into Darkness»           | Jeremy Soule | 2:55         |
| 4.  | «Kyne's Peace»            | Jeremy Soule | 3:52         |
| 5.  | «Unbound»                 | Jeremy Soule | 1:35         |
| 6.  | «Far Horizons»            | Jeremy Soule | 5:33         |
| 7.  | «A Winter's Tale»         | Jeremy Soule | 3:22         |
| 8.  | «The Bannered Mare»       | Jeremy Soule | 2:30         |
| 9.  | «The Streets of Whiterun» | Jeremy Soule | 4:07         |
| 10. | «One They Fear»           | Jeremy Soule | 3:16         |
| 11. | «The White River»         | Jeremy Soule | 3:31         |
| 12. | «Silence Unbroken»        | Jeremy Soule | 2:24         |
| 13. | «Standing Stones»         | Jeremy Soule | 6:39         |
| 14. | «Beneath the Ice»         | Jeremy Soule | 4:16         |
| 15. | «Tundra»                  | Jeremy Soule | 3:52         |
| 16. | «Journey's End»           | Jeremy Soule | 4:10         |

| №   | Название                  | Автор(ы)     | Длительность |
| --- | ------------------------- | ------------ | ------------ |
| 1.  | «Before The Storm»        | Jeremy Soule | 1:09         |
| 2.  | «A Chance Meeting»        | Jeremy Soule | 3:12         |
| 3.  | «Out of the Cold»         | Jeremy Soule | 3:04         |
| 4.  | «Around The Fire»         | Jeremy Soule | 3:12         |
| 5.  | «Shadows And Echoes»      | Jeremy Soule | 2:21         |
| 6.  | «Caught Off Guard»        | Jeremy Soule | 1:13         |
| 7.  | «Aurora»                  | Jeremy Soule | 7:23         |
| 8.  | «Blood And Steel»         | Jeremy Soule | 2:12         |
| 9.  | «Towers And Shadows»      | Jeremy Soule | 2:24         |
| 10. | «Seven Thousand Steps»    | Jeremy Soule | 1:08         |
| 11. | «Solitude»                | Jeremy Soule | 2:12         |
| 12. | «Watch The Skies»         | Jeremy Soule | 2:23         |
| 13. | «The Gathering Storm»     | Jeremy Soule | 2:55         |
| 14. | «Sky Above, Voice Within» | Jeremy Soule | 3:59         |
| 15. | «Death in the Darkness»   | Jeremy Soule | 2:38         |
| 16. | «Shattered Shields»       | Jeremy Soule | 2:40         |
| 17. | «Sovngarde»               | Jeremy Soule | 3:38         |
| 18. | «Wind Guide You»          | Jeremy Soule | 9:05         |

| №  | Название             | Автор(ы)     | Длительность |
| -- | -------------------- | ------------ | ------------ |
| 1. | «Skyrim Atmospheres» | Jeremy Soule | 42:35        |

## Оценки и критика
| Сводный рейтинг       | Сводный рейтинг | Сводный рейтинг | Сводный рейтинг | Сводный рейтинг | Сводный рейтинг          | Сводный рейтинг | Сводный рейтинг |
| Издание               | Оценка          | Оценка          | Оценка          | Оценка          | Оценка                   | Оценка          | Оценка          |
| Издание               | Общая           | Switch          | PC              | PS3             | PS4                      | Xbox 360        | Xbox One        |
| --------------------- | --------------- | --------------- | --------------- | --------------- | ------------------------ | --------------- | --------------- |
| GameRankings          | N/A             | 85,27 %         | 94,42 %         | 94,13 %         | - 80,95 % - 74,74 % (VR) | 95,15 %         | 83,00 %         |
| Metacritic            | N/A             | N/A             | 94              | N/A             | N/A                      | N/A             | N/A             |
| Иноязычные издания    |                 |                 |                 |                 |                          |                 |                 |
| Издание               | Оценка          | Оценка          | Оценка          | Оценка          | Оценка                   | Оценка          | Оценка          |
| Издание               | Общая           | Switch          | PC              | PS3             | PS4                      | Xbox 360        | Xbox One        |
| 1UP.com               | A-              | N/A             | N/A             | N/A             | N/A                      | N/A             | N/A             |
| AllGame               | [ 49 ]          | N/A             | N/A             | N/A             | N/A                      | N/A             | N/A             |
| CVG                   | 9,5 / 10        | N/A             | N/A             | N/A             | N/A                      | N/A             | N/A             |
| Eurogamer             | 10 / 10         | N/A             | N/A             | N/A             | N/A                      | N/A             | N/A             |
| Famitsu               | 40 / 40         | N/A             | N/A             | N/A             | N/A                      | N/A             | N/A             |
| G4                    | 5 / 5           | N/A             | N/A             | N/A             | N/A                      | N/A             | N/A             |
| Game Informer         | 9,50 / 10       | N/A             | N/A             | N/A             | N/A                      | N/A             | N/A             |
| GamePro               | [ 55 ]          | N/A             | N/A             | N/A             | N/A                      | N/A             | N/A             |
| GameRevolution        | A               | N/A             | N/A             | N/A             | N/A                      | N/A             | N/A             |
| GameSpot              | 9,0 / 10        | N/A             | N/A             | N/A             | N/A                      | N/A             | N/A             |
| GameSpy               | [ 58 ]          | N/A             | N/A             | N/A             | N/A                      | N/A             | N/A             |
| GamesRadar+           | 10 / 10         | N/A             | N/A             | N/A             | N/A                      | N/A             | N/A             |
| GameTrailers          | 9,3 / 10        | N/A             | N/A             | N/A             | N/A                      | N/A             | N/A             |
| IGN                   | 9,5 / 10        | N/A             | N/A             | N/A             | N/A                      | N/A             | N/A             |
| OXM                   | N/A             | N/A             | N/A             | N/A             | N/A                      | 10 / 10         | N/A             |
| TeamXbox              | N/A             | N/A             | N/A             | N/A             | N/A                      | 9,8 / 10        | N/A             |
| XboxAddict            | N/A             | N/A             | N/A             | N/A             | N/A                      | 97,0 %          | N/A             |
| Русскоязычные издания |                 |                 |                 |                 |                          |                 |                 |
| Издание               | Оценка          | Оценка          | Оценка          | Оценка          | Оценка                   | Оценка          | Оценка          |
| Издание               | Общая           | Switch          | PC              | PS3             | PS4                      | Xbox 360        | Xbox One        |
| 3DNews                | 10 / 10         | N/A             | N/A             | N/A             | N/A                      | N/A             | N/A             |
| Absolute Games        | 78 %            | N/A             | N/A             | N/A             | N/A                      | N/A             | N/A             |
| «PC Игры»             | 9,5 / 10        | N/A             | N/A             | N/A             | N/A                      | N/A             | N/A             |
| PlayGround.ru         | 9,7 / 10        | N/A             | N/A             | N/A             | N/A                      | N/A             | N/A             |
| «Домашний ПК»         | [ 69 ]          | N/A             | N/A             | N/A             | N/A                      | N/A             | N/A             |
| «Игромания»           | 9,5/10          | N/A             | N/A             | N/A             | N/A                      | N/A             | N/A             |
| «Страна игр»          | 7,5 / 10        | N/A             | N/A             | N/A             | N/A                      | N/A             | N/A             |
| StopGame.ru           | изумительно     | N/A             | N/A             | N/A             | N/A                      | N/A             | N/A             |

Игра была признана самой покупаемой игрой в истории сервиса Steam. На американском рынке версия Skyrim для PC за первый месяц после выпуска обошла по продажам остальные игры для этой платформы в соотношении три к одному. За первые 48 часов с момента начала продаж игра разошлась тиражом в 3,5 миллиона копий и поставила рекорд по одновременному количеству игроков на Steam.
Skyrim получил высокие оценки критиков. Оценка на Metacritic для ПК и PS3 версий на 13 июня 2012 года составила 92/100, а версия для Xbox 360 получила 96 баллов. 11 декабря 12 года «The Elder Scrolls V Skyrim» на церемонии Video Game Awards 2011 получила звание «Игра года».
Несмотря на преимущественно положительное принятие игры обозреватель IGN Нэйтан Грэйсон раскритиковал игру, заявив, что она далека от принципов ролевой игры, приводя в пример отсутствие значительных последствий выбора, странную систему изменения уровня враждебных существ, слабую боевую систему и неспособность игрока значительно изменять игровой мир.
Обозреватель портала Absolute Games Владимир Горячев подверг критике слабую сюжетную линию игры, посредственную режиссуру сценок, упрощение статистических параметров, устаревший движок, плохой интерфейс игры для ПК-версии и устаревшие технологии.
Журнал «Игромания», подводя итоги 2011 года, назвал Skyrim «Игрой года» и «RPG года».
По результатам Golden Joystick Awards 2012: Абсолютная Игра Года, Лучший Игровой Момент и Лучшая RPG.
Персонаж Лидия — хускарл (почетный охранник) тана Вайтрана, возможный спутник игрока — заняла 12-е место в рейтинге «99 самых горячих вымышленных женщин» на сайте UGO. Было, впрочем, упомянуто, что её довольно легко убить, поэтому лучше не брать её с собой в опасные битвы.
Летом 2018 года, благодаря уязвимости в защите Steam Web API, стало известно, что точное количество пользователей сервиса Steam, которые играли в The Elder Scrolls V: Skyrim хотя бы один раз, составляет 13 235 488 человек, в The Elder Scrolls V: Skyrim Special Edition — 4 398 897 человек, в The Elder Scrolls V: Skyrim VR — 99 326 человек.
Высокую оценку как критиков, так и слушателей получила музыкальная тема «Dragonborn» (с англ. — «Драконорождённый») из саундтрека The Elder Scrolls V: Skyrim (2011), написанная композитором Джереми Соулом. Композиция выполнена в классическом скандинавском стиле и исполнена хором, поющим тексты на вымышленном драконьем языке довазуле, созданном для игры Эмилем Пальяруло. Песня во многом заимствована из музыкальной темы «Nerevar Rising» игры The Elder Scrolls III: Morrowind и содержит элементы музыки из The Elder Scrolls IV: Oblivion, которые также были написаны Соулом. Песня звучит в оркестровых исполнениях и породила большое количество кавер-версий, многие из которых соединяют её с внутриигровой англоязычной композицией «The Dragonborn Comes». Один из таких каверов, написанный Линдси Стирлинг и Питером Холленсом, занесён в Книгу рекордов Гиннесса как самая просматриваемая кавер-версия саундтрека к видеоигре.

## Культурное влияние
Фраза «Раньше меня тоже вела дорога приключений, но потом мне прострелили колено», произносимая стражниками в игре, стала интернет-мемом.
В 2012 году в университете Райса (штат Техас, США) был введён курс, посвящённый древним скандинавским легендам и игре Skyrim. В цели курса, который планировалось провести однократно в течение одного семестра, входило ознакомление студентов с жанром фэнтези как движущей силой в разработке компьютерных игр, а также раскрыть суть скандинавской мифологии и показать, почему и каким образом она стала ключевой точкой в современной англо-американской фэнтезийной культуре.
Театр «Этериус» (Россия) поставил два мюзикла по игре Skyrim: в 2015 году — «Песнь о Довакине», в 2019 году состоялась премьера мюзикла «Сон у Красной горы».

## Загружаемый контент
Все DLC официально локализованы. Skyrim High Resolution Texture Pack содержит только новые текстуры.

### Skyrim High Resolution Texture Pack
8 февраля 2012 года Bethesda Softworks выпустила Skyrim: High Resolution Texture Pack. Это пакет с абсолютно новыми текстурами высокого разрешения. Skyrim: High Resolution Texture Pack можно загрузить бесплатно в магазине Steam. Обновлён 6 февраля 2013, были добавлены текстуры для 3 DLC и исправлены ошибки.

### Dawnguard
| Русскоязычные издания | Русскоязычные издания |
| Издание               | Оценка                |
| --------------------- | --------------------- |
| Absolute Games        | 55 %                  |

1 мая 2012 года в блоге компании Bethesda появилась картинка с изображением Довакина с красными глазами. На самой картинке указано название дополнения — Dawnguard. Такая же информация размещена на сайте Gamespot. 31 мая вышел официальный трейлер к дополнению, в нём показано, что основной темой дополнения станут вампиры и их создатель, даэдрический принц порабощения Молаг Бал.
Игроку предстоит выбор: играть за вампирский клан Волкихар и стать лордом-вампиром (этому выделена целая ветка перков) или же играть за охотников на вампиров «Стражей Рассвета» (англ. Dawnguard). Помимо ветки способностей лорда вампира появилась и ветка для ликантропии. Появилось оружие из драконьей кости, доспехи Стражи Рассвета и вампирская броня, существа, локации и новые Крики. Также добавились новые помощники: хаски и бронированные тролли (Стража Рассвета), адские гончие (Волкихар)
Загружаемое дополнение вышло 26 июня 2012 года на Xbox 360, 3 августа 2012 года на PC, которое можно купить через Steam. На PS3 дополнение задерживалось по причине низкой производительности игры после установки дополнения. Для PS3 вышло 26 февраля 2013 года.
Русская локализация от компании 1С-СофтКлаб вышла 23 ноября 2012 года.

### Hearthfire
28 августа 2012 года состоялся анонс второго загружаемого дополнения под названием Hearthfire. DLC вышло 2 сентября 2012 года на Xbox 360, 4 октября 2012 года на PC и 19 февраля 2013 года на PS3.
Дополнение позволяет игроку купить один из трёх земельных участков и построить на нём собственный дом — это может быть как маленький одноэтажный домик, так и шикарный особняк с кузницей, алхимической лабораторией и другими прелестями. Появились новые занятия — рыбная ловля, работа на ферме и т. д. Также добавили новые виды пищи, к примеру крабовое мясо. Появились несколько уникальных блюд, приготовленных в специальной печи. Добавилась возможность усыновлять детей.

### Dragonborn
| Русскоязычные издания | Русскоязычные издания |
| Издание               | Оценка                |
| --------------------- | --------------------- |
| Absolute Games        | 75 %                  |

Третье DLC носит название Dragonborn. Дата выхода первого трейлера к дополнению — 5 ноября 2012 года. DLC вышел 4 декабря 2012 года только для Xbox 360. На PC и PS3 вышел 5 февраля 2013 года. В России дополнение вышло 5 апреля 2013 года.
Сюжет Dragonborn связан с первым Драконорождённым в мире Нирна, драконьим жрецом по имени Мирак. В дополнении становится доступен большой регион под названием Солстхейм, находящийся вне основной карты Скайрима, с появлением которого игрок получает возможность подчинять с помощью Крика драконов и летать на них, кидаться пауками и служить Хермеусу Море. Также присутствует несколько новых типов брони.

## Издания

### Коллекционное издание
В коллекционное издание входят:
- Диск с игрой The Elder Scrolls V: Skyrim;
- Фигурка Алдуина;
- Арт-бук «The Art of Skyrim», содержащий более двухсот страниц с полноцветными концепт-артами, набросками и моделями из игры с комментариями разработчиков;
- DVD «The Making of The Elder Scrolls V: Skyrim», на котором представлены различные «закадровые моменты» и интервью с разработчиками;
- Карта Скайрима;
- Руководство к игре.

### Legendary Edition
Было официально анонсировано компанией Bethesda 25 апреля 2013 года.
Издание «Legendary Edition» адресовано самым преданным фанатам серии. Оно предлагает не только игру и три дополнения, но и различные улучшения — в том числе сражения верхом, новые варианты добиваний, дополнительный уровень сложности для самых опытных игроков, а также «легендарные» умения, позволяющие развивать навыки персонажа бесконечно. Все дополнения, как и полагается «золотому изданию», были переведены на самые распространённые языки, в том числе и на русский.
Издание вышло 4 июня 2013 года в США, 7 июня — в Европе. В России издание вышло полностью на русском языке 5 июля 2013 года.

## Переиздания
В 2015 году компания Bethesda портировала The Elder Scrolls V: Skyrim на консоль Xbox One. Однако компания заявила, что версия для Xbox One не поступит в продажу. Манипуляции с игрой производились ради технического эксперимента для внутренних нужд компании.

### Special Edition
Осенью 2016 года было выпущено переиздание для Windows, PlayStation 4 и Xbox One, включающее в себя весь набор дополнений, обновлённую графику и поддержку пользовательских модификаций. Владельцы ПК-версии The Elder Scrolls V: Skyrim Legendary Edition получили переиздание бесплатно.
Игра была перенесена на улучшенную 64-битную версию движка Creation Engine, использующую в качестве API DirectX версии — эта же самая версия движка использовалась в Fallout 4. В Special Edition была переработана цветовая гамма — если стандартная версия Skyrim демонстрировала приглушенные, холодные тона, в Special Edition графика приобрела более яркие краски. В переиздании были добавлены тени высокого разрешения и улучшенная система освещения, передающая эффект сумеречных лучей. В Special Edition были добавлены улучшенные текстуры из бесплатного официального дополнения Skyrim High Resolution Pack, доступного для оригинальной игры и раньше. Дистанция прорисовки удаленных объектов стала выше, на поверхности водоемов появились волны и отражения, реализованные с помощью шейдеров; снег в горах переливается и блестит на солнце.

### Версия для Nintendo Switch
Версия для гибридной консоли Nintendo была впервые показана в рамках анонса приставки Switch в октябре 2016 года, однако официальное подтверждение от Bethesda Softworks последовало лишь 12 января 2017 года. Данное переиздание вышло 17 ноября 2017 года.

### The Elder Scrolls V: Skyrim VR
В рамках выставки Quakecon 2017 компания Bethesda позволила посетителям поиграть в версию The Elder Scrolls V: Skyrim для виртуальной реальности. На мероприятии давали опробовать версию для шлема PlayStation VR (PS4). В тот момент игра выглядела плохо и была неиграбельной. Об этом сообщал Джордж Вайсман с YouTube-канала Super Bunnyhop. По его словам, это «полная катастрофа». Особенно он поругал передвижение, которое почти полностью завязано на телепортации, что не позволяет нормально прогуляться по открытому миру. Битвы также не очень хороши: это просто махание мечом и бесконечная стрельба огнём. При этом враги не отбалансированы под новое управление. Жаловался на игру и DreamcastGuy, ещё один видеоблогер, который даже не может назвать это «Skyrim». Проект сильно упростили, и даже головоломки решаются автоматически.
Выход The Elder Scrolls V: Skyrim VR состоялся 17 ноября 2017 года на PlayStation 4 (PS VR), в один день с версией для Nintendo Switch. 3 апреля 2018 года состоялся релиз для Windows (HTC Vive).
Однако в 2018 году появилось множество модов от игрового сообщества, радикально улучшающих геймплей и графику. На Reddit вокруг игры сформировалось большое и устойчивое сообщество, многие представители которого считают, что Skyrim VR — лучшая VR-игра, когда-либо созданная.

### Very Special Edition
На выставке E3 2018 компания Bethesda Softworks продемонстрировала ролик шуточного переиздания The Elder Scrolls V: Skyrim Very Special Edition для смарт-колонки Amazon Echo, посвящённый популярной среди игрового сообщества шутке насчёт большого количества переизданий данной игры. В ролике американский актёр и комик Кигэн-Майкл Ки при помощи голосового управления играет в данную версию игры. Во второй части ролика демонстрировались версии для волшебного экрана, пейджера и смарт-холодильника. Несмотря на ироничный характер ролика версия для Amazon Echo оказалась реальной и доступной для свободного скачивания.

### Anniversary Edition
Дополнение, связанное дополнительным контентом со Special Edition, но выпущенное разработчиками специально к 10-й годовщине  выхода игры. Включает в себя более 500 новых предметов, а также 3 сюжетных дополнения, также включённые в Special Edition. Владельцы предыдущего расширенного дополнения могут получить доступ к дополнительным функциям. Anniversary Edition было разработано для владельцев PC, а также PS и  Xbox.